# Рудольф Геллеш
Рудольф Геллеш (нім. Rudolf Gellesch, 1 травня 1914, Гельзенкірхен — 20 серпня 1990, Кассель) — німецький футболіст, що грав на позиції півзахисника за клуб «Шальке 04», а також національну збірну Німеччини. По завершенні ігрової кар'єри — тренер.
Шестиразовий чемпіон Німеччини. Володар Кубка Німеччини. 

## Клубна кар'єра
У футболі дебютував 1926 року виступами за команду «Шальке 04», в якій провів вісімнадцять сезонів. 
Протягом 1946—1950 років виступав за «Люббекке».
Завершив професійну ігрову кар'єру у клубі «Айнтрахт» (Трір), за команду якого виступав до 1951 року.

## Виступи за збірну
1935 року дебютував в офіційних матчах у складі національної збірної Німеччини. Протягом кар'єри у національній команді, яка тривала 7 років, провів у її формі 20 матчів, забивши 1 гол.
У складі збірної був учасником  футбольного турніру на Олімпійських іграх 1936 року у Берліні, чемпіонату світу 1938 року у Франції, де зіграв в першому матчі проти Швейцарії (1-1).

## Кар'єра тренера
Розпочав тренерську кар'єру невдовзі по завершенні кар'єри гравця, 1950 року, очоливши тренерський штаб клубу Айнтрахт» (Трір).
Згодом очолював команди «Гессен Кассель» і «Аусваль» (Франкфурт).
Останнім місцем тренерської роботи був клуб «Аусваль» (Франкфурт), головним тренером команди якого Рудольф Геллеш був у 1957 році.
Помер 20 серпня 1990 року на 77-му році життя у місті Кассель.

## Титули і досягнення
- Чемпіон Німеччини (6):

«Шальке 04»: 1934, 1935, 1937, 1939, 1940, 1942
- Володар Кубка Німеччини (1):

«Шальке 04»: 1937